# Lespedeza kagoshimensis
Lespedeza kagoshimensis là một loài thực vật có hoa trong họ Đậu. Loài này được Hatus. miêu tả khoa học đầu tiên.